# Carmen Balcells
Pour les articles homonymes, voir Balcells.
Carmen Balcells, née le 9 août 1930 à Les Oluges dans la province de Lérida et morte le 21 septembre 2015 à Barcelone, est un agent et une éditrice littéraire espagnole.
Au cours de sa vie professionnelle elle modifia radicalement le marché de contrats, promotion et édition de livres en langue espagnole.
Elle est considérée comme l’une des plus importantes professionnelles du monde éditorial depuis les années 1960.
Elle a été très appréciée par les auteurs, parce qu'elle a réussi à éliminer les contrats de durée de vie et d'autres excès de rédaction et d'imposer des clauses d'affectation pour la durée limitée d'un livre. 

## Biographie
Née dans une famille de propriétaires ruraux et aînée de quatre sœurs, elle fait des études d’expert comptable et mercantile. Elle arrive à Barcelone, où elle s'établit, à 24 ans. Elle travaille comme secrétaire jusqu'au moment où son ami Joaquim Sabrià la recommande à l’écrivain roumain exilé Vintila Horia, propriétaire de l'agence littéraire d'auteurs étrangers pour l'Espagne. Carmen Balcells commence à y travailler comme correspondante. C’est alors qu’elle connait les écrivains espagnols des années 1950 (les frères Ferrater, Jaime Gil de Biedma, Carlos Barral, Juan Goytisolo et Josep Maria Castellet).
En 1960 Horia gagne le prix Goncourt et il déménage à Paris. Ensuite Balcells décide de s’établir à son compte et fonde sa propre agence littéraire dans le même appartement où elle habite.
Elle se marie avec Luis Palomares en 1961. Elle a son unique fils avec lui en 1964.
Au début, l’agence littéraire Carmen Balcells s’occupe des droits de traduction d’auteurs étrangers en espagnol. Mais quand Carlos Barral, directeur littéraire des Éditions Seix Barral lui demande de s’occuper des droits étrangers de ses auteurs, elle se rend compte que la fonction d’une agente littéraire est celle de représenter les auteurs auprès des éditeurs et non pas de représenter les éditeurs auprès des éditeurs. Alors selon elle, les auteurs devraient signer les contrats et les conditions de ces contrats seraient discutées par les éditeurs avec l’agent.
Au moment où la littérature latino-américaine commence à être connue, Balcells a l’idée de vendre les droits des auteurs latino-américains et espagnols qu’elle représente. Le succès arrive avec l’écrivain colombien Gabriel García Márquez, qu’elle représente depuis 1960. D’autres auteurs comme Mario Vargas Llosa, Juan Carlos Onetti, Julio Cortázar, José Donoso, Alfredo Bryce Echenique, Manuel Vázquez Montalbán, Camilo José Cela, Eduardo Mendoza ou Isabel Allende seront aussi représentés par l’éditrice catalane.
À partir de cette époque-là, Balcells devient une agente littéraire très importante dans le monde éditorial européen et américain, exigeant que les éditeurs acceptent des contrats pour une durée déterminée, qu’ils renoncent à se réserver les droits de traduction et qu’ils demandent des contrôles de tirage et d’impression. De cette façon, elle change radicalement les règles du monde littéraire en faveur des écrivains.
Au cours des années 1970, elle fonde RBA (es), une entreprise de services éditoriaux avec Ricardo Rodrigo et Roberto Altarriba (RBA est le sigle de : Rodrigo, Balcells et Altarriba). Elle abandonne le jour où ses associés deviennent dirigeants dans la maison d’édition Planeta-Agostini, car elle doit choisir entre l’agence et RBA.
Pendant les années 1970, 80 et 90 on la surnomme, à la suite de Gabriel García Márquez, la « Mère grand » (Mamá grande) ; son autre surnom étant l'« agente 007 », pour la force avec laquelle elle défend les auteurs qu’elle représente. Elle joue aussi un rôle très important dans la vie culturelle catalane et espagnole à l’époque où le pays devient une démocratie ; elle reçoit d'ailleurs en 1999 la Médaille d'or du mérite des beaux-arts du Ministère de l'Éducation, de la Culture et des Sports.
En 2000, à l’âge de 70 ans, elle reçoit la Médaille d'or du mérite des beaux-arts des mains du roi Juan Carlos I. Peu après, elle annonce qu’elle abandonne son travail d’agente littéraire après presque quarante années de travail pour « continuer à commander sans avoir besoin de se lever tôt ». 
Par la suite, son fils Lluís Miquel Palomares devient le propriétaire de l’agence littéraire.
En 2004 l’éditrice fonde l’entreprise Barcelona Latinitatis Patria avec l’objectif de numériser tous les fichiers, bibliothèques personnelles et manuscrits de grands écrivains et éditeurs espagnols, avec un système d’impression à la carte.
Une autre initiative de l’agente est la création de l’entreprise Barcelona Ad Libitum, qui se consacre à la représentation de musiciens.
L’année suivante, Balcells est investie docteur honoris causa par l’université autonome de Barcelone en reconnaissance pour sa trajectoire dans le monde éditorial.
En 2006, elle reçoit la Creu de Sant Jordi et le prix Montblanc à la femme 2006 pour « être la principale personnalité de la littérature latino-américaine et pour être une référence dans les dernières 50 années de récit en langue espagnole, en même temps que pour avoir découvert et consolidé de nouveaux écrivains, parmi lesquels figurent plusieurs prix Cervantes et Nobel ».
Elle meurt le 21 septembre 2015 à Barcelone

## Vie personnelle
En 1961, elle a épousé Luis Palomares, avec qui elle a eu, trois ans plus tard, son unique fils, Lluís Miquel, qui se tenait à l'extérieur de l'entreprise familiale, bien qu'il ait été copropriétaire de l'agence avec sa mère, et après sa mort, héritier en son intégralité.

## Prix et reconnaissances
Elle était l'agent littéraire la plus célèbre dans le monde de la littérature espagnole[réf. nécessaire]. Grâce à cela, elle a reçu de nombreux prix, parmi lesquels :
- 1997 Médaille d'honneur de Barcelone. Mairie de Barcelone
- 2000 Mérite artistique Médaille, décernée par la ville de Barcelone.
- 2000, Médaille d'or des Beaux-Arts
- 2005, Docteur honoris causa de l'Université autonome de Barcelone.
- 2006, Croix de Saint-Georges (Catalogne).
- 2006, Prix Montblanc à la femme.